# Байрем Тауншип (Нью-Джерсі)
Байрем Тауншип (англ. Byram Township) — селище (англ. township) в США, в окрузі Сассекс штату Нью-Джерсі. Населення — 8028 осіб (2020).

## Демографія
Згідно з переписом 2010 року, у селищі мешкало 8350 осіб у 2926 домогосподарствах у складі 2361 родини. Було 3207 помешкань
Расовий склад населення:
| - 94,3 % — білих - 2,1 % — азіатів - 1,5 % — чорних або афроамериканців - 0,1 % — корінних американців |

До двох чи більше рас належало 1,3 %. Частка іспаномовних становила 5,0 % від усіх жителів.
За віковим діапазоном населення розподілялося таким чином: 25,7 % — особи молодші 18 років, 64,2 % — особи у віці 18—64 років, 10,1 % — особи у віці 65 років та старші. Медіана віку мешканця становила 41,2 року. На 100 осіб жіночої статі у селищі припадало 101,1 чоловіків;  на 100 жінок у віці від 18 років та старших — 99,1 чоловіків також старших 18 років.
Середній дохід на одне домашнє господарство  становив 117 841 долар США (медіана — 104 281), а середній дохід на одну сім'ю — 128 734 долари (медіана — 113 508). Медіана доходів становила 80 904 долари для чоловіків та 62 984 долари для жінок. За межею бідності перебувало 2,1 % осіб, у тому числі 1,4 % дітей у віці до 18 років та 2,6 % осіб у віці 65 років та старших.
Цивільне працевлаштоване населення становило 4451 осіб. Основні галузі зайнятості: освіта, охорона здоров'я та соціальна допомога — 21,8 %, науковці, спеціалісти, менеджери — 12,5 %, виробництво — 10,5 %, роздрібна торгівля — 10,0 %.